# カタバミ
カタバミ（片喰み・酢漿草・片喰・傍食、学名: Oxalis corniculata）はカタバミ科カタバミ属の多年草。日本の地方名には「かがみぐさ」「すいば」「しょっぱぐさ」「すずめぐさ」「ねこあし」「もんかたばみ」などがあり、『日本方言大辞典』には180種以上が記録されている。中国名は酢漿草。中国では「三葉酸草」「老鴨嘴」「酸味草」「満天星」などの別名がある。
日本では近年、よく似たオッタチカタバミという帰化種が急増しているが、古い図鑑には掲載されていないため、カタバミと誤認されていることもある。

## 形態・生態
地下に球根を持ち、さらにその下に大根のような根を下ろす。地を這う匍匐茎をよく伸ばし、地表に広がる。このため、繁殖が早く、しかも根が深いので駆除に困る雑草の1種である。
葉は球根の先端から束に出る。葉身は、ハート型の3枚が尖った先端を寄せ合わせた形の三出複葉で、頂小葉と側小葉の区別はつきづらい。ふつう葉の色は黄緑色だが、赤紫色のアカカタバミという品種もある。ふちや裏面には多少の毛が生えており、昼間は開き夜閉じる。
春から秋にかけて、黄色の花を咲かせる。花びらは5弁。日向では花を出すが、日陰に咲いてしまうと花がしぼんでしまうのが大きな特徴である。
果実は円柱状で先が尖り、真っ直ぐに上を向いてつく。成熟時には動物などが触れると、自ら弾けて赤い種子を勢いよく飛ばす。最大1メートル (m) 程度までの周囲に飛ばすことができることも繁殖に有利となっている。

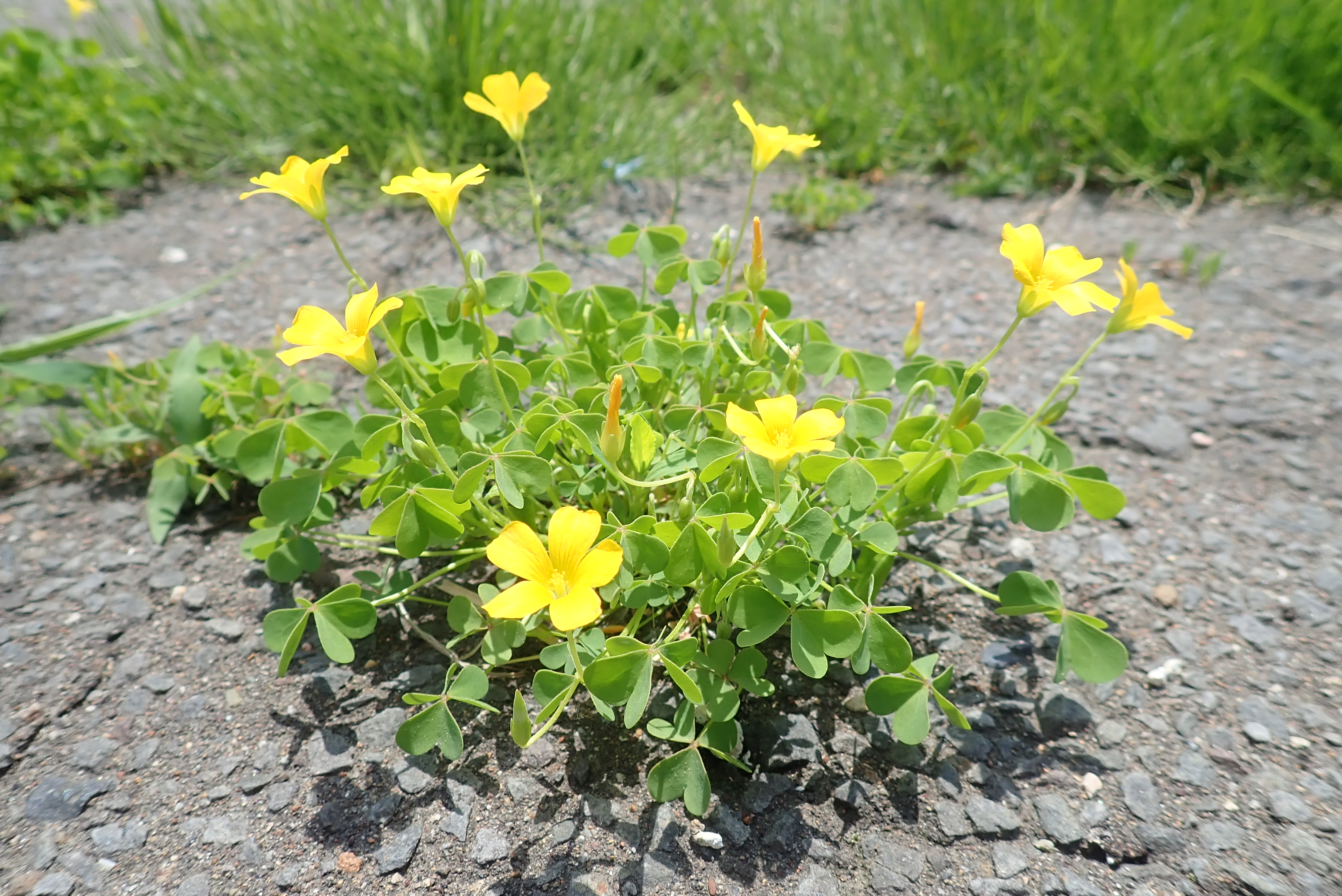
地上部
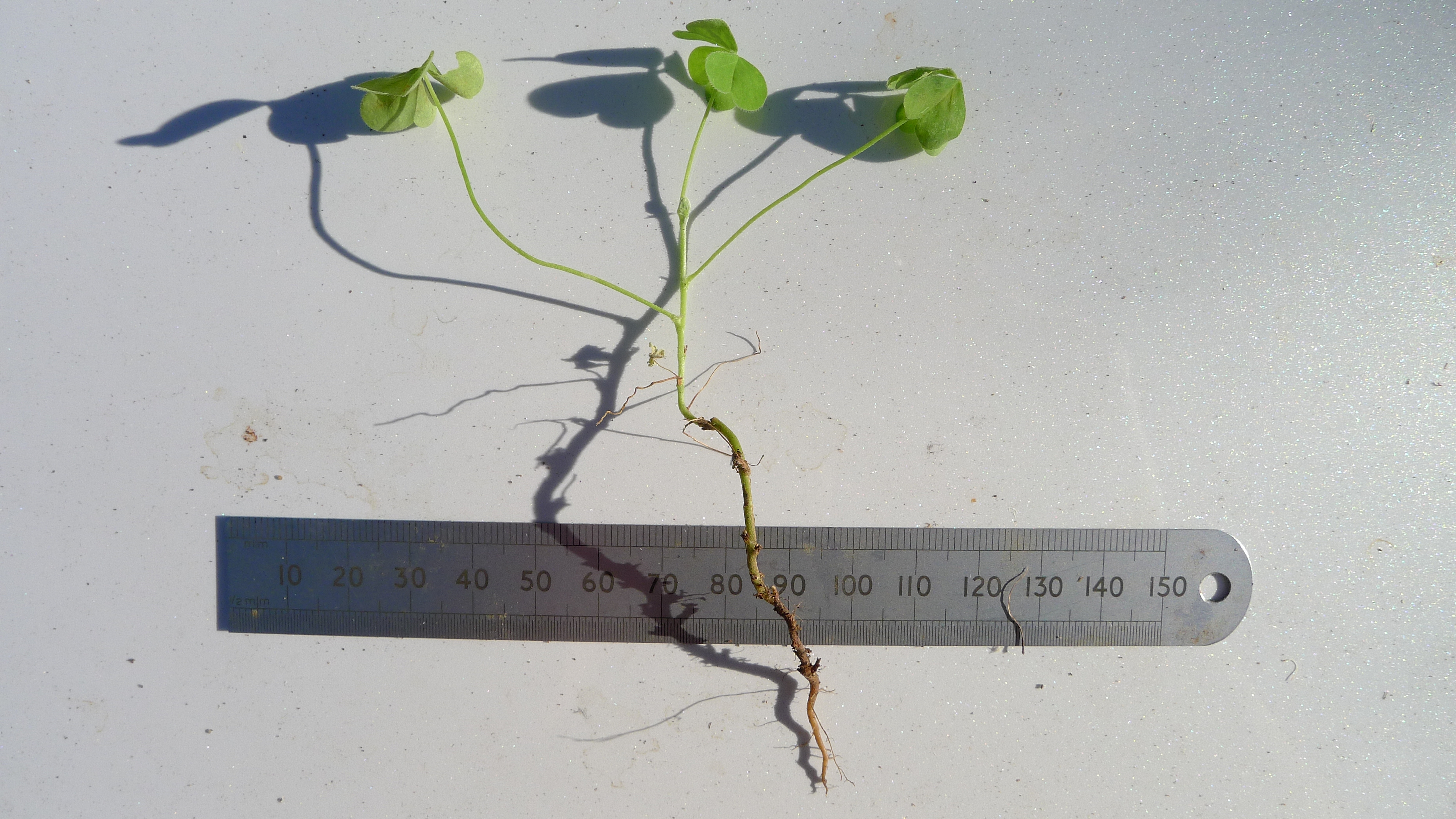
根
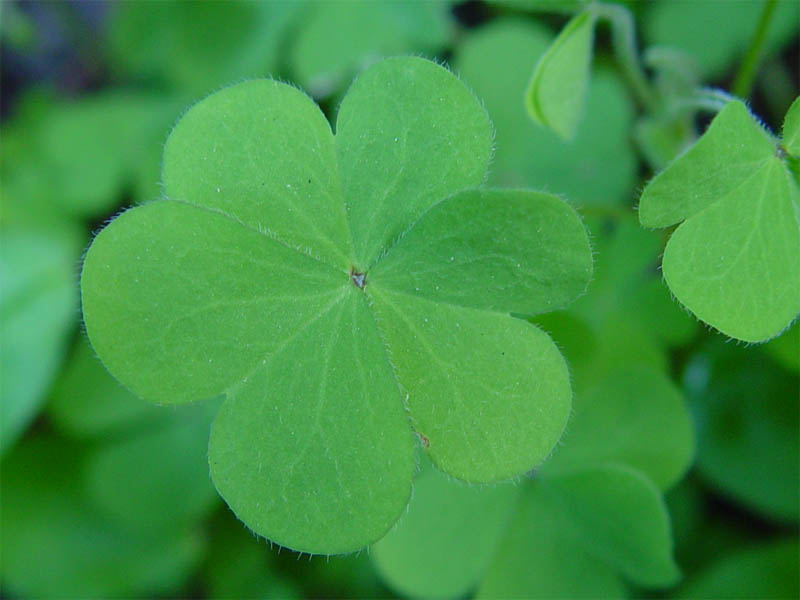
葉
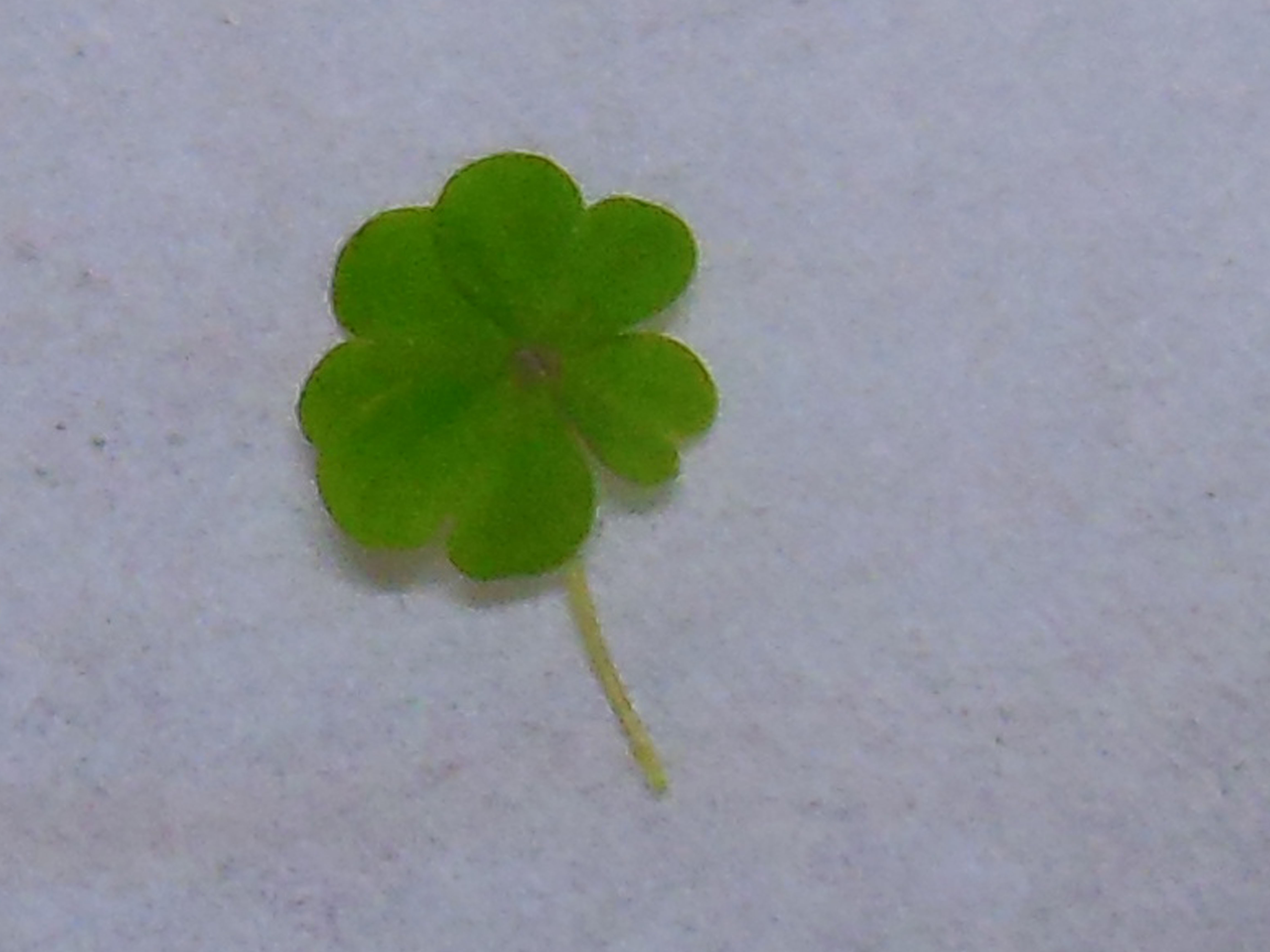
四つ葉
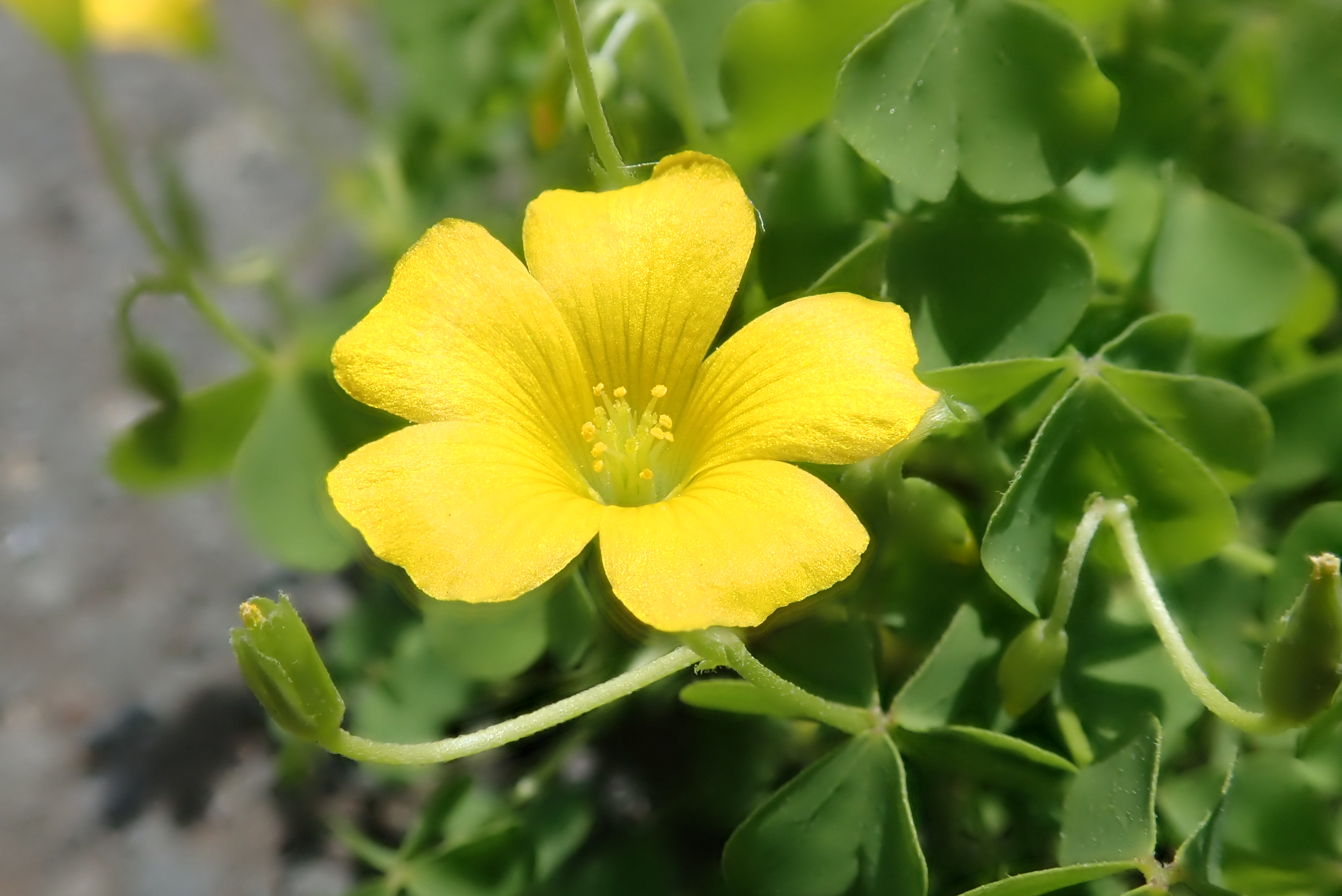
花
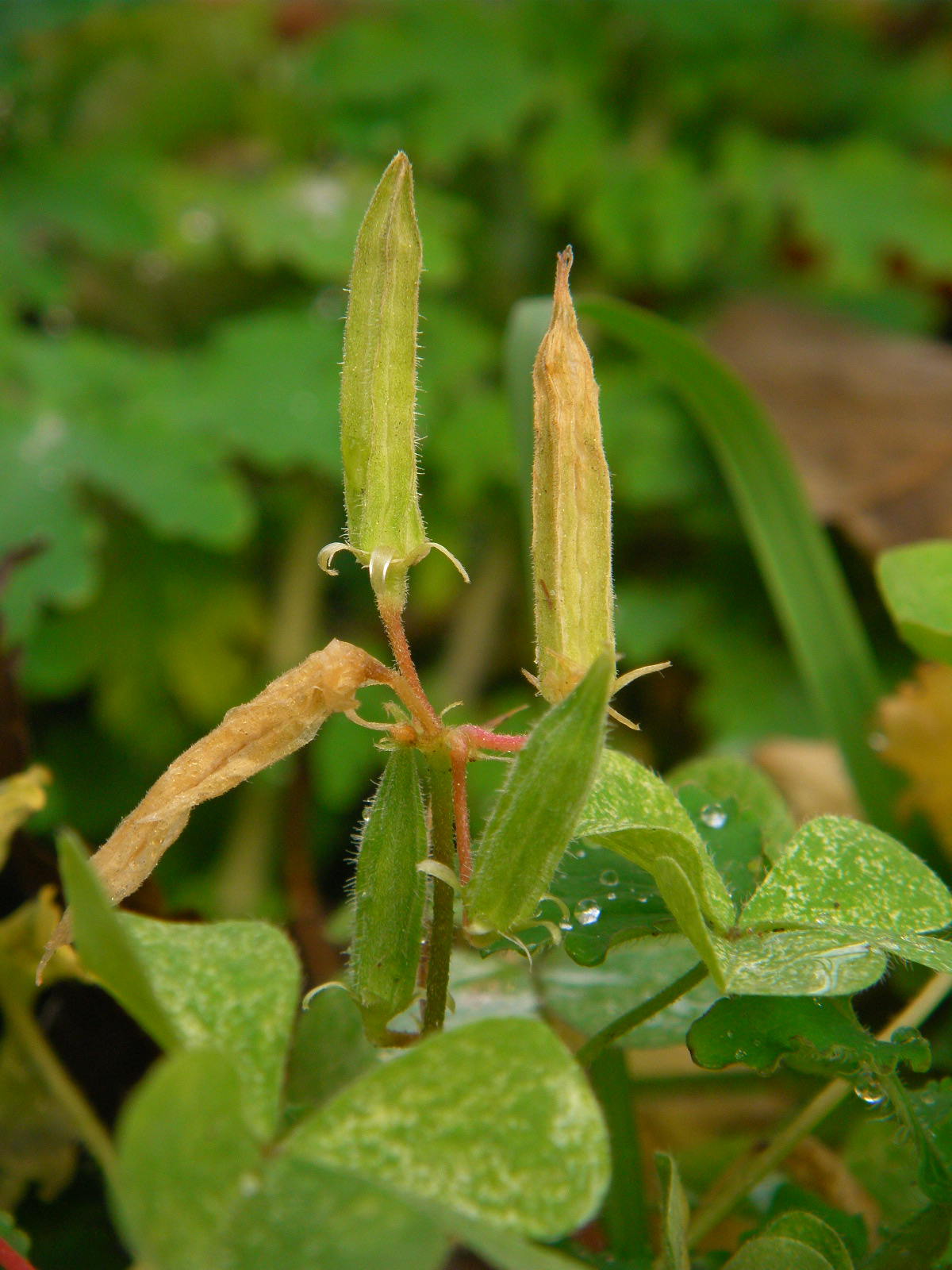
果実

葉や茎は、シュウ酸水素ナトリウムなどの水溶性シュウ酸塩を含んでいるため、咬むと酸っぱい。シュウ酸は英語で oxalic acid というが、カタバミ属 (Oxalis) の葉から単離されたことに由来する。また、葉にはクエン酸、酒石酸も含まれる。カタバミ属の植物をヒツジが食べると腎臓障害を起こすとの報告がある。
ヤマトシジミの幼虫が食草とする。

## 分布
世界中に分布、ヨーロッパ周辺という話もあるがよく分かっていない。日本でも全土に分布し、畑や庭、道ばたなどで見られる。

## 下位分類

### 変種

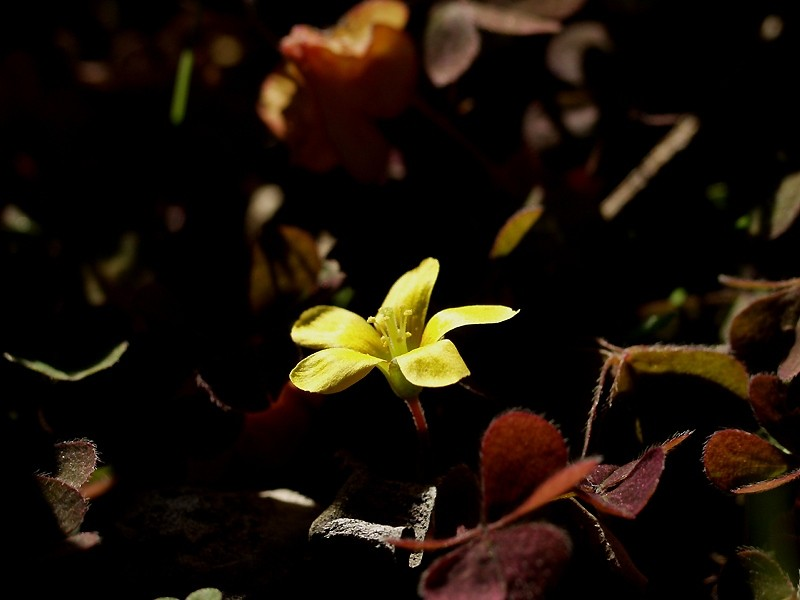
アカカタバミ

ケカタバミ O. c. var. trichocaulon
全体的に毛が少し多め。

### 品種
アカカタバミ O. c. f. rubrifolia
葉がやや小さくて赤い。通常のカタバミよりも環境に対する耐性が高く、都市部の道路路肩など、自動車の排気ガスが常に吹き付けられるような場所でも自生し、株を大きく伸ばす。
ウスアカカタバミ O. c. f. atropurpurea
葉の色がカタバミとアカカタバミとの中間のもの。
ホシザキカタバミ O. c. f. plena
花弁の枚数が10枚程度の重弁咲き。
タチカタバミ O. c. f. erecta
茎が直立する。オッタチカタバミとは異なる。

## 人間との関わり
「酸いものぐさ」の別名があるとおり、葉と茎にシュウ酸を含む酸味がある植物である。ギリシャ語由来の学名「オキサリス」もすっぱいという意味。茎と葉は食べることができ、熱湯にくぐらせて、酢の物、天ぷら、サラダにすると、シュウ酸由来の酸味を味わえる。
全草は酢漿草（サクショウソウ）という生薬名であり、消炎、解毒、下痢止めなどの作用があるとされる。臨床実験で肝炎にも効果があったとの報告もある。民間療法で絞り汁は虫さされに効果があるとされることがあるが、『中薬大辞典』に記載は見られない。鹿児島県に伝わる民間療法によれば、草や竹などで眼球を突いたときの治療薬として、葉を水洗いして絞った汁を1滴眼にさせば、約1時間後には開かなかったまぶたが開くようになるといわれている。
花言葉は、「喜び」「輝く心」「母の優しさ」「あなたと共に」とする文献がある。
南ヨーロッパでは、例年復活祭のころに花が咲くことから「ハレルヤ」と呼ばれる。また、フランスではカッコウが現れるころに実をつけるので「カッコウのパン」と名付けられている。

### 家紋
片喰紋・酢漿草紋（かたばみもん）は日本の家紋の一種である。平安時代に車紋として使用された記録がある。前述の通り繁殖力が強く、一度根付くと絶やすことが困難であることが「（家が）絶えない」に通じることから、武家の間では、家運隆盛・子孫繁栄の縁起担ぎとして家紋の図案として用いられた。十大家紋の一つに数えられる。
戦国大名の長宗我部元親など土佐長宗我部家の「七つ酢漿草」や新陰流である上泉信綱の「酢漿草」、徳川氏譜代の酒井氏の「剣酢漿草」「丸に酢漿草」など、酢漿草紋を家紋とする戦国大名・武将も多い。江戸末期の豊後日田の儒学者である広瀬淡窓や前大分県知事の広瀬勝貞などを輩出した商家廣瀬家も「丸に酢漿草」を用いていた。今太閤とも呼ばれた田中角栄の家紋も「剣片喰」である。旧宇部領主安芸福原氏の酢漿草紋に因み、山口県立宇部高等学校の校章デザインおよび同窓会呼称に採用されている。また、古代女性が鏡をカタバミの葉で磨いたという言い伝えに因み、日々の心の研鑚を願う思いから、私立江戸川女子中学校・高等学校が校章のデザインにも採用している。
「片喰」は、ハート型の葉が3つ描かれる。それに丸や剣、蔓などを加えることがある。片喰の蕾を描いた「片喰の実」もある。単数のものでは、3つから4つまでを描く。4つの葉を描いた「四つ葉片喰」はシダ植物のデンジソウを図案化した「田字草紋」に似る。複数のものは2つから7つが組み合わせられる。

かたばみ 片喰
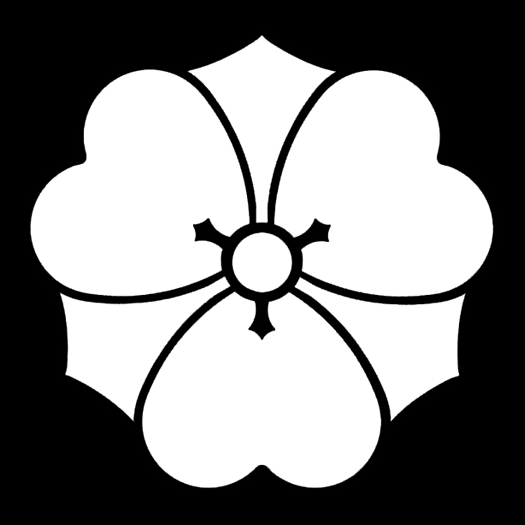
けんかたばみ 剣片喰
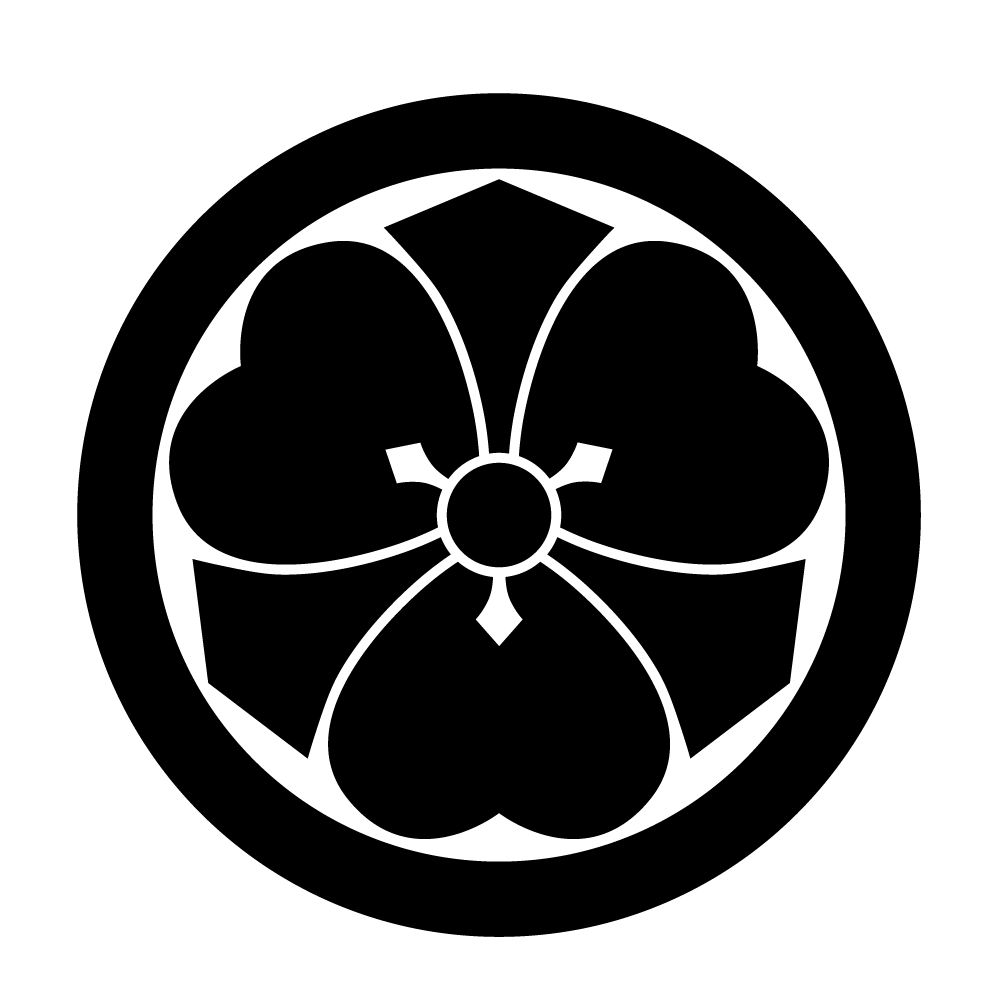
まるにけんかたばみ 丸に剣片喰
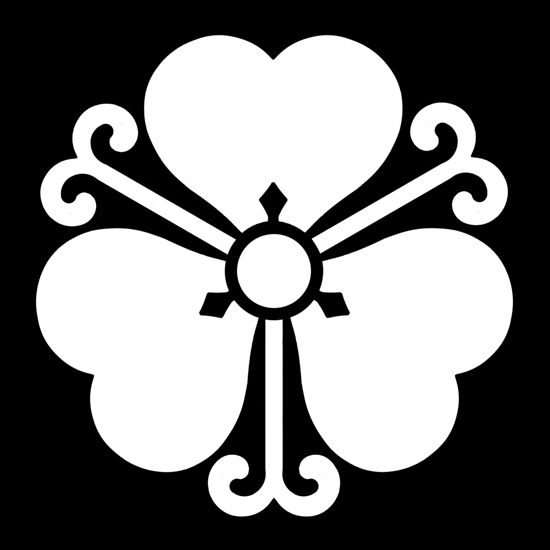
つるかたばみ 蔓片喰
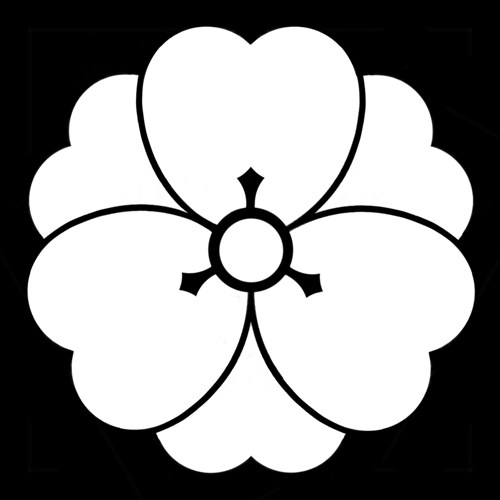
やえかたばみ 八重片喰
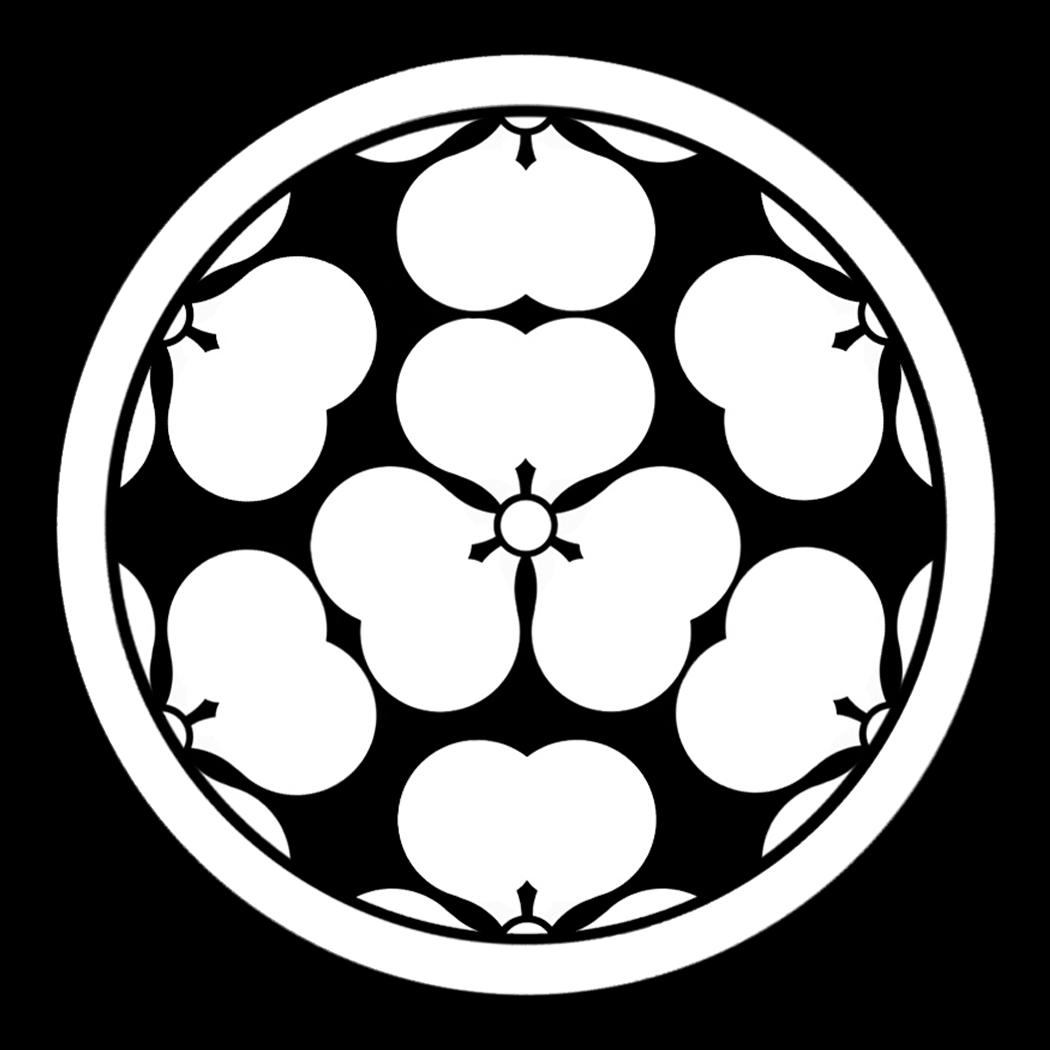
ななつかたばみ・まるにのぞきかたばみしちよう 七つ片喰・丸に覗き片喰七曜
まるにななつかたばみ 丸に七つ片喰
ひめじけんかたばみ 姫路剣片喰
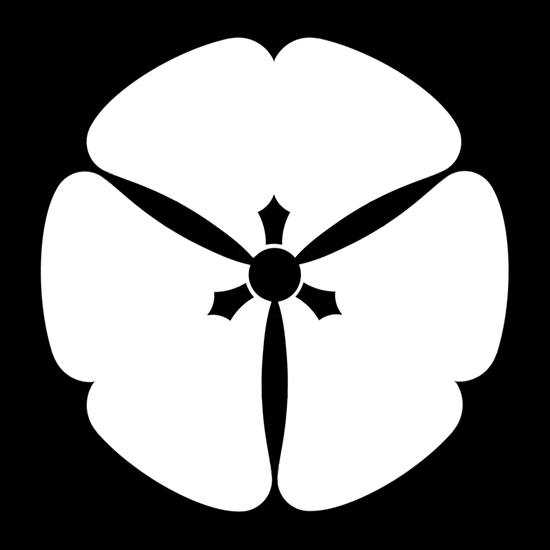
むらやまかたばみ 村山片喰

### ロゴマーク等（クローバーモチーフとの類似）
マメ科のクローバー（シロツメクサなど）をモチーフとしたロゴマーク等で、小葉部分をハート型としたものが見られる（ももいろクローバーZのロゴなど）が、それに一致（小葉部分が3枚の場合）もしくは似た（小葉部分が4枚の場合）形の葉を持つのは本種である。